# Oscar E. Swan
Oscar E. Swan (ur. 1942) – amerykański filolog slawista, popularyzator kultury polskiej.

## Życiorys
Absolwent Uniwersytetu w Princeton, gdzie uzyskał bakalaureat z zakresu filologii rosyjskiej. Na Uniwersytecie Kalifornijskim w Berkeley uzyskał magisterium i doktorat w dziedzinie slawistyki. Przebywał w ramach stypendium na Uniwersytecie Warszawskim. Objął stanowisko profesora na Uniwersytecie Pittsburskim.
Jako pierwszy Amerykanin został uhonorowany nagrodą Thesaurus Poloniae, przyznaną przez Międzynarodowe Centrum Kultury w Krakowie. Laureat nagrody Polonicum z Uniwersytetu Warszawskiego za wybitny wkład w promowanie polszczyzny oraz polskiej literatury i kultury poza granicami Polski. W 2019 roku został odznaczony Krzyżem Oficerskim Orderu Zasługi Rzeczypospolitej Polskiej.
Jego dorobek obejmuje ponad 15 książek.

## Wybrana twórczość
- First year Polish (1981)
- A grammar of contemporary Polish (2002)
- Polish Verbs & Essentials of Grammar (wyd. 2, 2008)
- Kaleidoscope of Poland: A Cultural Encyclopedia (2015)